# Андрющенко, Георгий Яковлевич
Георгий Яковлевич Андрющенко (19 ноября 1933, село Араван, Киргизская АССР — 12 января 2011, Москва) — советский оперный певец (тенор), театральный деятель, солист Большого театра (1963—1979), директор Союзгосцирка (1988—1990). Народный артист РСФСР (1973).

## Биография
Георгий Яковлевич Андрющенко родился 19 ноября 1933 года в селе Араван Киргизской АССР.
С 1958 года — солист Ансамбля песни и пляски Советской армии. В 1964 году окончил Музыкально-педагогический институт им. Гнесиных (класс Е. В. Иванова). В 1963—1979 годах — солист Большого театра, где дебютировал в роли Самозванца в «Борисе Годунове». При втором выходе на сцену в этой же опере его партнершей стала дебютировавшая в театре Елена Образцова, с которой сложился постоянный ансамбль. Кроме «Бориса Годунова», они регулярно выступали в поставленной Б. А. Покровским опере С. С. Прокофьева «Семён Котко» (эпохальная постановка была осуществлена к 100-летию со дня рождения В. И. Ленина, 1970), где на протяжении ряда лет Андрющенко был практически единственным исполнителем роли главного героя. В 1974—1976 годах был также руководителем стажёрской группы солистов оперы Большого театра.
С 1979 года — директор Московского ансамбля «Балет на льду». С 1981 года возглавлял Всесоюзную дирекцию по подготовке цирковых программ, аттракционов и номеров (В/О «Союзгосцирк»). В 1988—1990 годах был Генеральным директором ТПО «Союзгосцирк».
Умер 12 января 2011 года в Москве, похоронен на Востряковском кладбище.

## Награды и премии
- Заслуженный артист РСФСР (22.10.1960).
- Народный артист РСФСР (13.06.1973).
- Орден Трудового Красного Знамени (25.05.1976)[4].

## Оперные партии
- «Хованщина» М. П. Мусоргский — Андрей Хованский
- «Псковитянка» Н. А. Римский-Корсаков — Михайло Туча
- «Оптимистическая трагедия» А. Холминов — Алексей
- «Борис Годунов» М. П. Мусоргский — Самозванец
- «Пиковая дама» П. И. Чайковский — Герман
- «Аида» Дж. Верди — Радамес
- «Кармен» Ж. Бизе — Хозе
- «Октябрь» В. Мурадели — Масальский
- «Игрок» С. С. Прокофьев — Маркиз
- «Семён Котко» С. С. Прокофьев — Семён

## Фильмография
- 1964 — «Голубой огонёк 1964»